# Tracy Lee Ford
Tracy Lee Ford es un paleontólogo de vertebrados independiente que ha publicado docenas de artículos en publicaciones científicas y ha nombrado tres taxones de dinosaurios. Aletopelta coombsi (con Jim Kirland como coautor), el primer dinosaurio científicamente nombrado de California; Glyptodontopelta mimus y Edmontonia australis, ambas de Nuevo México (Un estudio posterior determinaría la sinonimia de Edmontonia australis como Glyptodontopelta). Durante las últimas dos décadas, ha escrito una columna en curso en la Revista Prehistoric Times (la revista impresa sobre dinosaurios más antigua existente) llamada «Cómo dibujar dinosaurios». Qué al año 2023 constaba de 129 números. También ha escrito una novela de ciencia ficción relacionada con la bioingeniería de dinosaurios.

## Biografía
Residente de California, Tracy L. Ford estudió en la universidad de Mesa College en San Diego, California. Aprendió sobre paleontología e ilustración científica de forma autodidacta. En 1978, tras una visita al Museo de Historia Natural de Los Ángeles encontró el libro The Archosaurian Taxa del paleontólogo George Olshevsky. Tras leerlo le escribió para saber más información mientras Olshevsky estaba en Toronto, Canadá. Ford no supo de Olshevsky hasta meses después, cuando resultó que vivía en San Diego. Sirvió como su asistente por un tiempo yendo a las bibliotecas para consultar y adquirir copias de artículos científicos. Tras unos años se hicieron buenos amigos y Olshevsky le invitó acompañarlo a la reunión de la Sociedad de Paleontología de Vertebrados de 1984 que se celebró en la Universidad de California en Berkeley. Lo patrocinó para asistir y le presentó a sus colegas paleontólogos. Más tarde Olshevsky le pidió comisiones de su arte para ilustrar un boletín sobre dinosaurios titulado Archosaurian Articulations. Ese fue el primer uso de sus ilustraciones en la literatura paleontológica. Desde entonces, Olshevsky escribió sus artículos empleando ilustraciones de Ford. También ha hecho comisiones artísticas para las revistas Dinosaur Frontline y DinoPress, ambas de una editorial publicada en japonés. A lo largo de los años, varios paleontólogos le habían dicho que podría escribir artículos científicos y publicarlos en revistas académicas, así como en los congresos y simposios a los que asistía. Siendo así que desde 1997 ha escrito 37 diferentes publicaciones científicas, divididas entre resúmenes, conferencias y publicaciones revisadas por pares en revistas académicas. Entre 1999 al 2001 hizo la recopilación de sus primeros números de «Cómo dibujar dinosaurios» en dos volúmenes. Ford ha sido miembro de diferentes asociaciones paleontológicas, y también ha trabajado para la Universidad de Wyoming y el Departamento Asociado del Museo de Historia Natural de San Diego.

## Paleontología de vertebrados
Su primer estudio formal publicado en un simposio paleontológico fue un análisis de la anatomía facial de los dinosaurios terópodos y concluyó que con base en la forma del hueso ectopterigoide, los terópodos no habrían tenido labios que lograran recubrir sus dientes cuando estaban vivos. Esta conclusión y teoría ha sido posteriormente debatida.
Ford fue uno de los primeros paleontólogos en hacer investigaciones de dinosaurios mexicanos de Baja California. Habiendo estudiado y descrito restos de dientes fósiles provenientes de la Formación El Gallo que fueron asignados a Aublysodon, un taxon de dinosaurio terópodo tiranosáurido indeterminado que comparte similitudes en la forma de sus dientes con otros hallados en Montana, EUA. Se definió a los restos como el registro más sureño de tiranosáuridos en Norteamérica, ya que la ubicación de la península de Baja California en el cretácico superior habría sido al sur de la zona actual del centro de México. Los restos fósiles descritos eran cuatro dientes que podrían haber sido de un tiranosáurido joven. Ford también ha estudiado y descrito otros especímenes fósiles e icnitas del oeste de los Estados Unidos, en especial de estados como California, Nuevo México y Texas. Sus últimos estudios formales realizados han abordado las conexiones taxonómicas de Ankylosaurus.

## Taxones nombrados
Los siguientes taxones fueron nombrados por Tracy L. Ford:
| Nombre                   | Año    | Estado                                                  | Coautor(es) | Imagen |
| ------------------------ | ------ | ------------------------------------------------------- | ----------- | ------ |
| - Aletopelta coombsi     | - 2001 | Taxón válido                                            | - Kirkland  |        |
| - Edmontonia australis   | - 2000 | nomen dubium sinónimo júnior de Glyptodontopelta mimus. |             |        |
| - Glyptodontopelta mimus | - 2000 | Taxón válido                                            |             |        |

## Novelas
- Isla Dinosaurio (Dinosaur Isle, 2019)[7]

## Libros
Tracy L. Ford ha realizado miles de ilustraciones dibujando fósiles, diagramas esqueléticos y reconstrucciones paleoartísticas de la apariencia en vida de cientos de seres extintos. Algunos de sus trabajos han ilustrado libros e enciclopedias tanto de su autoría como también de otros escritores.
Algunos de ellos han sido:
- Michael K. Brett-Surman, Thomas Holtz & James O. Farlow, 2012. The Complete Dinosaur. (12 dibujos).[24]
- Glut, Donald F., 1997. Dinosaurs, the Encyclopedia. (1 dibujo).[25]
- Glut, Donald F., 1999. Dinosaurs, the Encyclopedia, Suplemento 1. (3 dibujos).[26]
- Glut, Donald F., 2002. Dinosaurs, the Encyclopedia, Suplemento 2. (1 dibujos).[27]
- Holtz, T. R. jr, 2003, Dinosaur Predation evidence and ecomorphology. (Dibujo del cráneo del Allosaurus en el artículo, y uno en la sección superior de la portada).[28]
- Lessem, Don & Donald F. Glut, 1993. The Dinosaur Society Dinosaur Encyclopedia. (151 dibujos).[29]
- Martill, David M, & Darren Naish, 2001. Dinosaurs of the Isle of Wight.[30]
- Iturralde-Vinent, M., & Gasparini, Z., 2013, Animales del Caribe primitivo y sus costas.[31]